# Itasy
 Itasy ist eine von 22 Regionen (Faritra) Madagaskars im zentralen Hochland der Insel. 2014 lebten 750.000 Einwohner in der Region. Mit einer Fläche von 6.993 km² ist sie die flächenmäßig kleinste Region Madagaskars. Die 22 Regionen Madagaskars wurden im Juni 2004 gegründet. Am 4. April 2007 ließ Marc Ravalomanana ein Referendum über eine Änderung der Verfassung abhalten, das eine neue Verwaltungsgliederung ohne Provinzen ab Oktober 2009 festlegte. Somit wurden die Regionen erste administrative Verwaltungseinheit.

## Geografie
Die Region Itasy liegt im Zentrum Madagaskars. Im Nordwesten grenzt Itasy an Bongolava, im Nordosten an Analamanga und im Süden an Vakinankaratra.
Der Lac Itasy liegt im Zentrum der Region. An dessen Ufer ist der sehr nährstoffreiche Alluvialboden vorzufinden. Zudem gibt es vulkanischen Boden im Westen und Südwesten von Soavinandriana und Ferralsol bei Miarinarivo, Manalalondo und Ambohimandry.

### Klima
Die Jahresdurchschnittstemperatur beträgt 18 °C, die maximale Durchschnittstemperatur 27,4 °C und die minimale Durchschnittstemperatur 8,6 °C. Der durchschnittliche jährliche Niederschlag beträgt zwischen 800 mm und 1100 mm.

### Fauna (Auswahl)
In Itasy sind folgende Tierarten verbreitet:
- Nördliche Madagaskarboa (Acrantophis madagascariensis)
- Grauköpfchen (Agapornis canus)
- Schwarzmilan (Milvus migrans)
- Schieferfalke (Falco concolor)
- Madagaskarweihe (Circus macrosceles)
- Teppichchamäleon (Furcifer lateralis)
- Riesenchamäleon (Furcifer oustaleti)
- Indriartige (Indriidae; unbestätigte Sichtungen)

## Wirtschaft und Infrastruktur
Aufgrund des gemäßigtem Klimas und der nährstoffreichen Böden im Westen, ist es möglich eine Vielzahl an landwirtschaftlichen Produkten anzubauen. Hierzu gehören zum Beispiel Reis, Mais und Erdnüsse sowie einige Früchte, Kartoffeln und verschiedene Gemüsesorten.

### Verkehr
Der im Zentrum der Region gelegene Ort Analavory dient ist verkehrstechnischer Knotenpunkt. Die Nationalstraße 1 (RN 1) kommt aus dem Osten und biegt in dem Ort nach Norden in Richtung Tsiroanomandidy ab. Die Nationalstraße 1b (RN 1b) zweigt bei Analavory von der Nationalstraße 1 ab und führt in westlicher Richtung über Tsiroanomandidy bis zur Nationalstraße 8a (RN 8a) bei Maintirano an der Westküste. Die Nationalstraße 43 (RN 43) zweigt in Analavory von der RN 1 ab und führt in südöstlicher Richtung über Ampefy, Soavinandriana und Ambohibary an die Nationalstraße 7 (RN 7).

## Verwaltungsgliederung
Die Region Itasy ist in drei Distrikte (Fivondronana) aufgeteilt:
- Arivonimamo
- Miarinarivo
- Soavinandriana